# Oberea sobrina
Oberea sobrina là một loài bọ cánh cứng trong họ Cerambycidae.